# Овчинников, Виктор Сергеевич
Ви́ктор Серге́евич Овчи́нников (1925—1989) — Выдающийся создатель ракетно-космической техники, советский учёный, конструктор, один из ближайших соратников С. П. Королёва, доктор технических наук, профессор. Руководитель проектно-конструкторского комплекса № 5 бортовых систем НПО «Энергия» имени С. П. Королева, специалист в области систем обеспечения теплового режима и химических генераторов.
В 1952 году он окончил Факультет специального машиностроения Московского Высшего технического училища (ныне — Московского Государственного технического университета) имени Н. Э. Баумана по специальности «инженер-механик». По окончании училища он работал в Государственном научно-исследовательском институте реактивного вооружения (НИИ-88, город Калининград, ныне — Центральный научно-исследовательский институт машиностроения, город Королёв Московской области).
С 1955 года В. С. Овчинников трудился в ОКБ-1 — Особом конструкторском бюро под руководством Сергея Павловича Королёва и до конца 1965 года являлся инженером,Старшим инженером, Начальником группы, заместителем Начальника отдела. Почти через два месяца после преждевременной смерти Главного конструктора ракетно-космических систем С. П. Королёва, 6 марта 1966 года ОКБ-1 было преобразовано в ЦКБЭМ — Центральное конструкторское бюро экспериментального машиностроения.
Виктор Сергеевич Овчинников продолжил работу в преобразованном предприятии в прежней должности, а с 1967 года работал исполняющим обязанности Начальника отдела, затем — Начальником отдела. С июля 1972 года он являлся исполняющим обязанности Начальника, затем — Начальником комплекса № 5 ЦКБЭМ (с 1974 года — Научно-производственного объединения «Энергия», с 1989 года — Ракетно-космической корпорация «Энергия» имени С. П. Королёва", город Королёв, Московской области).
В этой должности он руководил разработкой бортовых систем космических аппаратов. В. С. Овчинников — активный участник разработок и испытаний баллистической ракеты дальнего действия Р-9 и её модификации Р-9А. Работая над этим проектом он внедрил в эту разработку систему хранения и заправки жидким кислородом.
Кроме этого он участвовал в разработке и испытаниях шахтного варианта ракеты Р-9А и комплекса наземного оборудования этой ракеты. Виктор Сергеевич внёс вклад в создание первых искусственных спутников Земли, в экспериментальную и лётную отработку первых пилотируемых космических кораблей «Восток», первых многоместных космических кораблей «Восход» и ракеты-носителя «Восток», созданной на базе межконтинентальной баллистической ракеты Р-7.
Он участвовал в разработке технических предложений по Многоцелевому орбитальному комплексу — первой в истории отечественной ракетно-космической техники масштабной работе конца 1960 годов, где к решению разноплановых задач с использованием космической техники был применён системный подход с широким технико-экономическим анализом и оценкой реализуемости.
Отдельные технические решения, найденные в процессе работы, были использованы коллективом КБ НПО «Энергия» (ныне — Ракетно-космической корпорации «Энергия» имени С. П. Королёва) во время создания долговременных орбитальных станций «Салют» и «Мир». Причём создание орбитальных станций второго поколения «Салют-6» (в 1970-х годах, с двумя стыковочными узлами) началось с предложения Ю. П. Семёнова, К. П. Феоктистова и B.C. Овчинникова о проработке возможности дозаправки двигательных установок станции во время орбитального полёта.
Виктор Сергеевич Овчинников внёс большой вклад в создание систем жизнеобеспечения, энергопитания, терморегулирования и объединённых двигательных установок, наземных комплексов кораблей по лунным пилотируемым программам Л-1 и Н-Л-3; космических кораблей «Союз», Союз Т" и «Союз ТМ»; блоков и модулей по программам орбитальных станций; в разработку бортовых систем жизнеобеспечения Многоразовой транспортной космической системы «Энергия-Буран».
Как руководитель проектно-конструкторского комплекса В. С. Овчинников участвовал в разработке возвращаемой баллистической капсулы «Радуга», предназначенной для оперативной доставки на Землю результатов работ, выполненных на борту орбитальных станций (фото- и киноматериалов, медицинских и биологических препаратов, кристаллов, выращенных в условиях микрогравитации и других результатов исследований). Капсулами «Радуга» были оснащены автоматические грузовые корабли «Прогресс М» (-5, −7, −9, −10, −14, −18, −19, −20, −23). Успешно защитив диссертации, в 1970 году Виктор Сергеевич Овчинников был удостоен степени Кандидата технических наук, а в 1974 году он стал Доктором технических наук. В 1984 году ему было присвоено учёное звание Профессора. Он — автор и соавтор более 250-ти научных работ, статей и изобретений, большинство которых до сих применяются при создании ракетно-космической техники.
Виктор Сергеевич Овчинников родился 21 ноября 1925 года в Москве. Жена — Овчинникова (Александрова) Анна Никоноровна, сын — Овчинников Сергей Викторович.
http://sm.evg-rumjantsev.ru/des3/ovchinnikov-viktor-sergeevich.html Архивная копия от 25 марта 2018 на Wayback Machine

## Награды и премии
Указом Президиума Верховного Совета СССР № 264/37 от 21 декабря 1957 года «За заслуги в деле создания и запуска Первого в мире искусственного спутника Земли» инженер-конструктор ОКБ-1 НИИ-88 Овчинников Виктор Сергеевич был награждён орденом «Знак Почёта». Указом Президиума Верховного Совета СССР от 17 июня 1961 года За успешное выполнение специального задания Правительства по созданию образцов ракетной техники, космического корабля-спутника «Восток» и осуществление первого в мире полета этого корабля с человеком на борту" заместитель Начальника отдела ОКБ-1 Государственного комитета Совета Министров СССР по оборонной технике Овчинников Виктор Сергеевич был награждён орденом Трудового Красного Знамени.
Постановлением Комитета по Ленинским премиям при Совете Министров СССР от 20 апреля 1978 года "За создание орбитального комплекса «Салют» -«Союз» -«Прогресс» Начальник комплекса Научно-производственного объединения «Энергия» Овчинников Виктор Сергеевич был удостоен Ленинской премии в области науки и техники. Он был удостоен этой премии в составе коллектива разработчиков.
Кроме этого, он был награждён ещё двумя орденами Трудового Красного Знамени (1971, 1976).
http://epizodyspace.ru/bibl/energia46-96/17.html#70